# تپه کدی
تپه کدی مربوط به دوره نوسنگی متأخر تا مس سنگی قدیم - عصر آهن است و در شهرستان دورود، بخش مرکزی، دهستان دورود، ۱/۵ کیلومتری جنوب شرق روستای امیرَآباد واقع شده و این اثر در تاریخ ۱۳ آبان ۱۳۸۶ با شمارهٔ ثبت ۱۹۸۴۰ به‌عنوان یکی از آثار ملی ایران به ثبت رسیده است.